# Application-to-Application
Application-to-Application (A2A) bezeichnet als Sammelbegriff aus dem Bereich Informationstechnik die Kommunikation zwischen Software-Anwendungen. 
Im Gegensatz zu B2B bezieht sich A2A auf die Kommunikationsbeziehungen zwischen Anwendungen innerhalb einer Organisation, während B2B sich auf die Kommunikation zwischen verschiedenen Organisationen bezieht. Damit ist A2A ein zentraler Begriff der Enterprise Application Integration. 
A2A, also die Kommunikation zwischen Anwendungen, steht im Gegensatz zur Kommunikation zwischen Personen, auch wenn die Personen Software zur Kommunikation benutzen, also ist zum Beispiel eine E-Mail von Person an Person kein Fall von A2A. 
Beispiele für A2A:
- Ein Internet-Shop wird über Nacht automatisch mit aktuellen Stammdaten aus einem Lagersystem versorgt.
- Eine Personalverwaltungssoftware fragt automatisch eine interne Telefonbuch-Anwendung nach der Büro-Telefonnummer des Mitarbeiters, dessen Datensatz zur Bearbeitung aufgerufen wurde, ab.